# Totone
Totone (... – 743 circa) è stato un vescovo longobardo, vescovo di Benevento e di Siponto nell'VIII secolo durante il pontificato di papa Zaccaria.

## Storia
Il vescovo Totone è inserito per la prima volta nella cronotassi dei vescovi di Benevento da Ferdinando Ughelli, il quale riferisce di aver visto nella biblioteca di Benevento una pergamena molto rovinata, ma dove era ancora possibile leggere una frase con l'indicazione del vescovo Totone nell'anno secondo del "gloriosissimo duca Gisolfo"; Ughelli data l'episcopato di Totone al 745 o al 750 circa, all'epoca di Gisulfo II di Benevento.
Anche Pompeo Sarnelli riporta le medesime indicazioni, ma riferite all'anno 733, «per errore di calcolo negli anni de' Duchi Beneventani» fatta dall'Ughelli.
Nei suoi Annali critico-diplomatici del Regno di Napoli nella mezzana età, Alessandro Di Meo è propenso ad accettare nella cronotassi dei vescovi beneventani il detto Totone, purché si ammetta che sia morto nel 743, secondo anno del duca Gisulfo, e prima di settembre/ottobre, periodo in cui sulla cattedra beneventana sedeva il suo successore Monoaldo.
Tutti gli autori pongono il vescovo Totone all'epoca di Gisulfo II, poiché durante il regno di Gisulfo I di Benevento (689-706) è collocato l'episcopato del vescovo Giovanni; ma la cronologia di Giovanni (684-716) è solo ipotetica, senza fondamenti storici.